# Madeleine Plamondon
Pour les articles homonymes, voir Plamondon.
Madeleine Plamondon (née le 21 septembre 1931 à Warwick, au Québec) est une travailleuse sociale et femme politique québécoise.
En 1974, elle fonde le Service d'aide au consommateur de Shawinigan. Elle est devenue une personnalité nationale canadienne lorsqu'elle entreprend une campagne contre les frais excessifs chargés aux clients des banques canadiennes.
En 2000 elle reçoit le prix de la justice du Québec pour sa défense des droits des consommateurs.
Elle a été nommée au Sénat du Canada par le premier ministre Jean Chrétien en 2003. Elle a siégé en tant que sénatrice indépendante. Elle défendait les causes des droits des consommateurs, la protection de la vie privée ainsi que les personnes défavorisées, les femmes et les personnes âgées. Le 21 septembre 2006, elle prend sa retraite, ayant atteint l'âge de 75 ans, l'âge de retraite obligatoire du Sénat.
Elle est mariée et a sept enfants.

## Distinctions
- 2000 - Prix de la Justice
- 2003 - Chevalier de l'Ordre national du Québec

## Sources
- Bea Vongdouangchanh, « Quebec Sen. Plamondon retires » (The Hill Times, 25 septembre 2006, page 42)